# Palatynat

Lew Palatynatu, popularny element herbów w regionie

Palatynat (niem. Pfalz), historycznie także Palatynat Reński (Rheinpfalz) – kraina historyczna w zachodnich Niemczech na zachód od Renu. Obecnie wchodzi w skład kraju związkowego Nadrenia-Palatynat i części Badenii-Wirtembergii (Heidelberg).
Główne miasta: Ludwigshafen am Rhein, Kaiserslautern, Frankenthal (Pfalz), Neustadt an der Weinstraße, Landau in der Pfalz, Heidelberg, Spira, Mannheim, Pirmasens, Zweibrücken.

## Nazwa
Nazwa powstała od łacińskiej nazwy palatyna – urzędnika pałacowego (comes palatinus – hrabia pałacowy, hrabia palatyn). Ziemie należące do palatyna stały się z czasem księstwem Rzeszy o pewnej niezależności, a palatyn stał się feudalnym władcą. Dla odróżnienia od innych ziem rządzonych przez palatynów, do nazwy Palatynatu dodano człon reński.

## Historia
Palatynat był od XI wieku pod władzą palatynów reńskich (Palatynat Reński). W 1288 stolicą kraju został Heidelberg. W 1356 na mocy Złotej Bulli Karola IV władcy Palatynatu zostali zaliczeni w poczet elektorów Rzeszy.
Rewolucja francuska przyniosła upadek państwa. W 1795 zachodnią część Palatynatu zajęła i zaanektowała Francja, zaś wschodnią – Badenia. Po kongresie wiedeńskim Palatynat stał się częścią Królestwa Bawarii.
Po I wojnie światowej Palatynat znalazł się pod okupacją francuską (1919–1930).
Po II wojnie światowej był częścią francuskiej strefy okupacyjnej.